# Успенский переулок (Москва)
Успе́нский переу́лок — переулок в Центральном административном округе города Москвы. Проходит от Малой Дмитровки до Петровки. Нумерация домов ведётся от Малой Дмитровки. За Малой Дмитровкой Успенский переулок продолжается Дегтярным переулком. Продолжением переулка за Петровкой является Средний Каретный переулок. Вместе с ним Успенский переулок образует границу, за которой Петровка переходит в улицу Каретный Ряд.

## Происхождение названия
Переулок получил название по стоящей здесь церкви Успения Пресвятой Богородицы в Путинках.

## История
Переулок сформировался в XVII веке, одновременно со строительством церкви Успения.

## Примечательные здания и сооружения
Храм Успения Пресвятой Богородицы в Путинках, памятник архитектуры XVII века, (дом № 4). Каменный храм в стиле русское узорочье — возведён около 1676 года. Колокольня построена во второй половине XVIII века. В 1922 году храм был закрыт и вскоре подвергся частичному разрушению и перепланировкам — были снесены пять глав и верхняя часть колокольни. Вплоть до начала 1990-х годов помещения использовались под швейный цех. С 1992 года в храме возобновлены богослужения, в том же году здание было передано православной церкви и в последующие годы отреставрировано.
Другие достопримечательности:
По нечётной стороне:
- № 3 — Особняк генерала и видного общественного деятеля Н. Н. Муравьёва, отца декабриста А. Н. Муравьёва. В 1900 году был полностью перестроен фасад здания;
- № 3а — Здание изолятора для грудных детей Елизаветинского благотворительного приюта (1911, архитектор И. Ф. Андреев)[1][2];
- № 5 — Особняк Я. В. Щукина, основателя и директора московского театра и сада «Эрмитаж»[c][3]. Здание возведено в 1830-х годах, перестраивалось в начале 1900-х годов. Вплоть до 2021 года здание занимало ГУП «Микроген» им. Габричевского, затем участок был выкуплен девелопером. В настоящее время исторический объект находится под угрозой утраты[4][5].;
- № 7 — Особняк Шимунека (1873, архитектор М. И. Никифоров), ныне — посольство Бенина[1].

По чётной стороне:
- № 4 — Храм Успения Пресвятой Богородицы в Путинках[1];
- № 4А — бывшее здание посольства Судана;
- № 10 — Доходный дом М. Т. Кроненблех (1912, архитектор А. Н. Зелигсон)[1].

## Транспорт
Недалеко от переулка располагается выходы станций метро Тверская, Пушкинская и Чеховская. Общественный транспорт по переулку не ходит.

### Комментарии
1. ↑  Слово «путинки» этимологически восходит к Путевому Посольскому двору, располагавшемуся в этом квартале. Двор дал название также расположенной неподалёку церкви Рождества Богородицы в Путинках.
2. ↑  Первые упоминания об Успенской церкви на этом месте, первоначально деревянной, датируются 1621 годом.
3. ↑  Особняк находился в собственности Я. В. Щукина на начало 1917 года.